# Exogone normalis
Exogone normalis är en ringmaskart som beskrevs av Francis Day 1963. Exogone normalis ingår i släktet Exogone och familjen Syllidae. Inga underarter finns listade i Catalogue of Life.